# Хольм, Ноа
Ноа Эммануэль Еан Хольм (норв. Noah Emmanuel Jean Holm; родился 23 июня 2001) — норвежский футболист, нападающий клуба «Русенборг» и сборной Норвегии до 21 года.

## Клубная карьера
Начал футбольную карьеру в молодёжных командах норвежских клубов «Лёв-Хам», «Фюллингсдален» и «Стрёмсгодсет». Летом 2017 года Хольм присоединился к футбольной академии немецкого клуба «РБ Лейпциг». Три года спустя, летом 2020 года, Хольм перешёл в португальский клуб «Витория (Гимарайнш)». 18 сентября 2020 года дебютировал в основном составе португальской команды в матче португальской Примейра-лиги против «Белененсеша».

## Карьера в сборной
Выступал за сборные Норвегии до 15, до 16, до 17, до 18, до 19 лет и до 21 года. В 2018 году сыграл на чемпионате Европы до 17 лет, год спустя принял участие в чемпионате Европы до 19 лет.

## Личная жизнь
Отец Хольма — датский экс-футболист Давид Нильсен. Ноа мог выступать за юношеские и молодёжные сборные Дании, как его отец, но принял решение в пользу сборных Норвегии.